# Pitypang (növénynemzetség)
A pitypang (Taraxacum) növénynemzetség a fészkesvirágzatúak (Asterales) rendjén belül az őszirózsafélék (Asteraceae) családjába tartozik. Főleg az északi félgömbön fordulnak elő fajai. Magyarországon a gyermekek körében is jól ismert pitypangfaj a gyermekláncfű, más néven pongyola pitypang (Taraxacum officinale).
A pitypangok közös vonása a tőlevélrózsa megléte, illetve hogy ebből csak olyan virágzati kocsány fejlődik, melyen egyetlen fészek foglal helyet. A virágzatot tartalmazó hajtások száma lehet egy vagy több.
A nemzetség változatos, mivel sok fajt számlál, illetve egy-egy fajon belül is nagy lehet a sokszínűség. Ez feltehetően annak köszönhető, hogy számos pitypangfaj az ivaros szaporodás mellett apomixissel is szaporodik. Az ivaros úton és az apomiktikusan létrejött egyedek, melyek genetikailag már kissé eltérhetnek egymástól, ivarosan egymással is képesek szaporodni és hibrideket képezni. Ha ilyen hibridek apomiktikusan szaporodnak, könnyen elterjedhetnek, s újabb alakokat, változatokat képviselhetnek a fajon belül. Jellemző a pitypangok változatosságára, hogy a kutatók egyes pitypangfajokat gyűjtőfajoknak tekintenek, melyeken belül számos kisfajt tartanak számon.
Magvain kívül (melyeket bóbitájuk segítségével a szél messze röpít) szétdarabolt gyöktörzsével is szaporodik.
Számos növénytársulásban megtalálhatók, a természetben leggyakrabban réteken fordulnak elő. Nagyon gyakori füves és parlagos helyeken, kaszálókon, töltéseken, udvarokban, kertekben és szórványosabban szántókon is, ahol főleg az évelő pillangósokban tesz kárt. Szántóföldeken rendszeres talajmunkáktól könnyen elpusztul.
Magyarország területéről a gyermekláncfűn kívül a sziki pitypang (T. bessarabicum), a szarvacskás pitypang (T. laevigatum), a ferde pitypang (T. obliquum), a lápi piytpang (T. palustre) és a kései pitypang (T. serotinum) előfordulása ismert.

## Fajok
A nemzetségbe számos fajt sorolnak, az alábbi lista közel sem teljes:
- Taraxacum albidum – fehéres pitypang[4]
- Taraxacum apenninum – havasi pitypang[4]
- Taraxacum bessarabicum – sziki pitypang,[4] kisfészkű pitypang[4]
- Taraxacum cyprium – szír pitypang[4]
- Taraxacum hoppeanum – Hoppe-pitypang[4]
- Taraxacum kok-saghyz – gumipitypang, kokszagiz
- Taraxacum laevigatum – szarvacskás pitypang[4]
- Taraxacum nigricans – sötétlő pitypang[4]
- Taraxacum obliquum – ferde pitypang[4]
- Taraxacum officinale – gyermekláncfű vagy pongyola pitypang
- Taraxacum palustre – lápi pitypang,[4] mocsári pitypang[4]
- Taraxacum serotinum – kései pitypang,[4] késői pitypang[4]